# Diecéze sacramentská
Diecéze sacramentská (latinsky Dioecesis Sacramentensis) je římskokatolická diecéze na části území severoamerického státu Kalifornie se sídlem v jeho hlavním městě Sacramento a s katedrálou Nejsv. Svátosti. Diecéze je součástí církevní provincie San Francisco, jenž je začleněna do Církevní oblasti XI (CA, HI, NV). Jejím současným biskupem je Mons. Jaime Soto.

## Historie

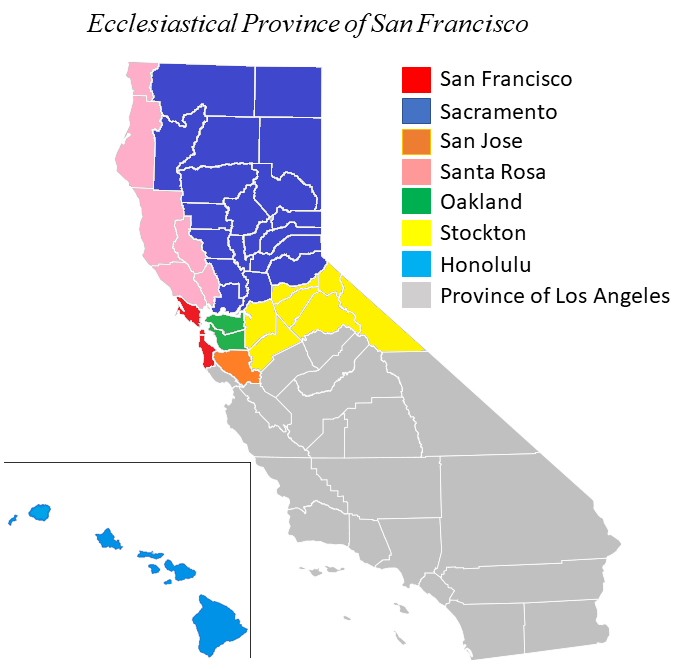
Mapa církevní provincie San Francisco

V roce 1860 zřídil papež Pius IX. apoštolský vikariát v Marysville, přičemž jeho teritorium bylo vyčleněno z úzení Arcidiecéze San Francisco. Roku 1868 byl vikariát povýšen an diecézi, která nesla název Diecéze Grass Valey a sídlo měla v Marysville. Roku 1886 bylo její teritorium zvětšeno a začal přechod do Sacramenta, v roce 1889 tam byla vybudována nová katedrála.  Od roku 1997 je Diecéze Grass Valey titulárním biskupstvím katolciké církve.